# Diaparsis ecarinata
Diaparsis ecarinata là một loài tò vò trong họ Ichneumonidae.